# Henri Pierre Goüin
Pour les autres membres de la famille, voir Famille Goüin.
Henri-Pierre Goüin, né le 8 février 1732 à Tours et mort le 5 juillet 1782 à Broons, est un banquier français.

## Biographie
Henry Pierre Goüin naît le 8 février 1732 à Tours. Son père, Henri-François Goüin (1686-1748), a fondé la Banque Goüin en 1714 et acquit l'hôtel Goüin en 1738. Sa mère, Marie Anne Boisseau, fille d'un notaire royal, est la grand-tante d'Adrien Pierre Marie Haincque. Il est l’oncle et parrain de l’abbé Henri Dubaut.
Poursuivant la voie familiale du négoce et de la banque, Henry-Pierre Goüin rentre dans les affaires, au sein de la maison Goüin, la plus ancienne maison de commerce et de banque de la ville de Tours. En 1752, il se retrouve à la tête de la banque familiale conjointement avec sa mère.

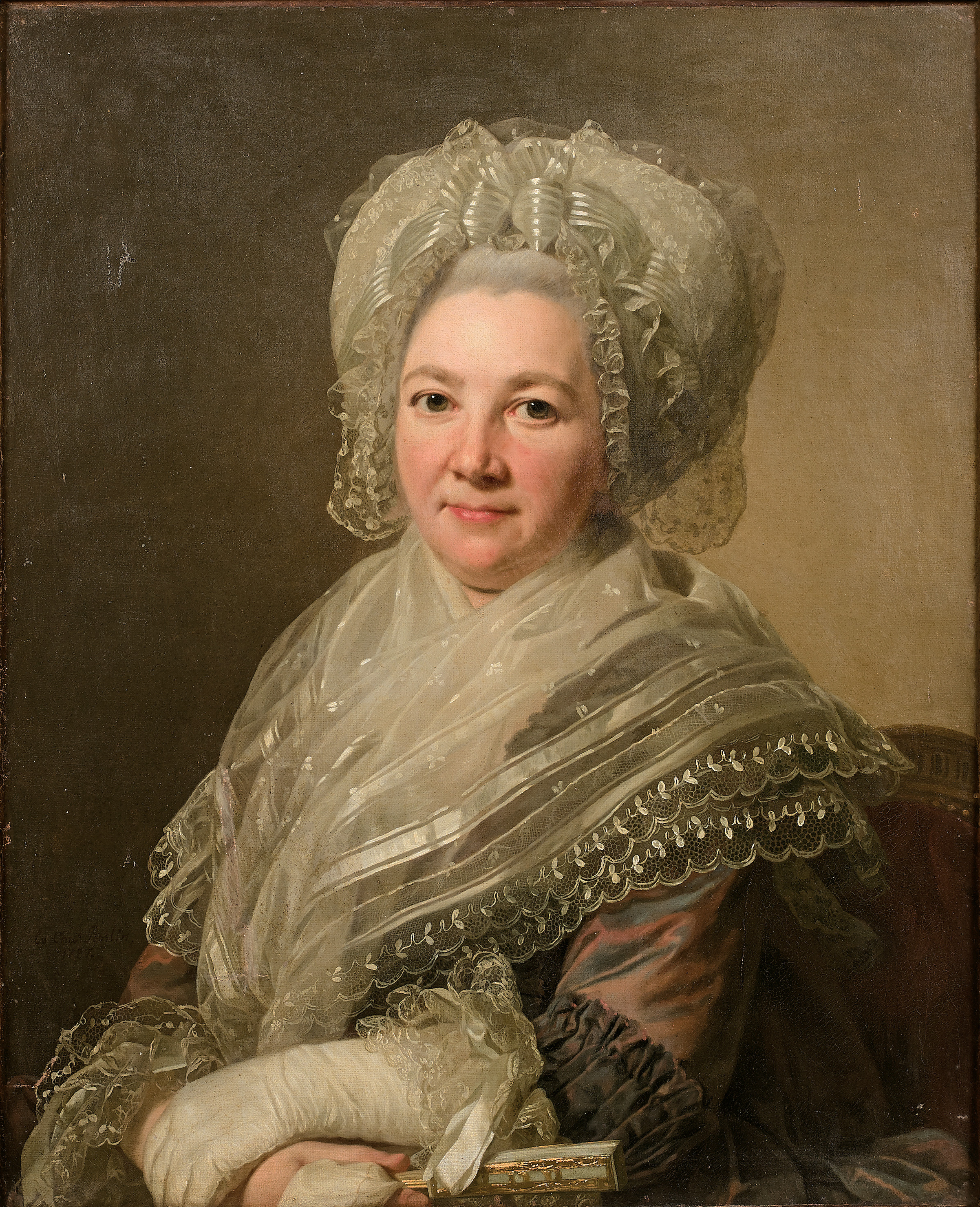
Portrait de Mme Henri-Pierre Goüin, née Anne Marie Renée Leroux de Broons, peint par Alexander Roslin (1787).

Le 23 mai 1757, il épouse Anne Marie Renée Leroux, fille de Jacques Le Roux, marchand-fabricant et négociant, procureur de la communauté des marchands maîtres-ouvriers en soie de Tours, propriétaire de la Plaine-Fondettes, et de Marie-Anne Baudichon. D'une famille de financiers et soyeux tourangeaux, ayant donné un maire de Tours (Nicolas Leroux), elle est la nièce du maire François-Nicolas Preuilly et la tante de Mme Marie-Félix Faulcon de La Parisière. 
De ce mariage naissent :
- Henry Jacques (1758-1823), banquier, député-maire de Tours
- Anne Marie Céleste (1759), épouse de Jacques Boësnier de Clairvaux (neveu de Paul Boësnier de l'Orme), adjoint au maire de Blois et maire de La Chaussée-Saint-Victor. Elle est la grand-mère de Louis-Gustave Guérineau de Boisvillette et de Mme Hyacinthe Maublanc de Chiseuil
- Alexandre Pierre François (1760-1832), banquier, président de la Société d'agriculture, arts, sciences et belles-lettres du département d'Indre-et-Loire
- Agathe Charlotte Pauline (1764-1849), épouse de Pierre-Charles Gondouin, conseiller du roi, avocat au parlement, notaire au Châtelet de Paris, à qui le futur Louis XVIII avait laissé en dépôt une somme considérable lors de son départ en émigration, et qui, propriétaire du château de la Prousterie, deviendra conseiller général de la Sarthe et président de l'assemblée cantonale
- Geneviève (1769-1853), épouse de Constantin de Touraille, conseiller du roi, maître en la Cour des comptes, aides et finances de Normandie, conseiller général d'Eure-et-Loir. Elle est la belle-mère du général-marquis du Tillet
- Augustin Raymond (1770-1832), négociant, contrôleur de la Manufacture des tabacs de Morlaix, époux de la fille d'Armand Joseph Dubernad puis de la fille du maire de Morlaix Denis Duquesne (et veuve du capitaine de frégate Gabriel Moreau, frère du maréchal et du préfet).

À partir de 1758, sa mère laisse la direction conjointe des affaires familiales à Henri et son frère, Pierre-Bonaventure Goüin de La Boissière. Son frère délaissant les affaires pour s'occuper de ses propriétés (château de la Chaumette, manoirs de la Rotière et de la Boissière), Henri Pierre Goüin est seul à la tête de la banque à partir de 1770, et ce jusqu'à sa mort. Il continue de développer la banque, qui ancre son activité avec une clientèle dans la province (propriétaires terriens, soyeux, etc), à Paris et en Angleterre.
Notable tourangeau, il devient administrateur de l'Hôpital général de Tours, fabricien des paroisses Saint-Saturnin (il est parrain d'une des cloches en 1769) et Saint-Martin de Tours, procureur-syndic de la juridiction consulaire en 1765, juge-consul en 1779 et grand juge-consul.
Par ses relations familiales, il assure des affaires avec la Bretagne. Pouvant s'appuyer sur différents partenaires locaux, notamment François Flajeul et Barbe Charlotin à Guingamp, il bénéficie également d'entrepôts dans la péninsule bretonne (Carhaix, Pontivy, etc). Son fils Augustin développe le négoce en Bretagne et avec l'outre-mer en s'établissant à Morlaix.

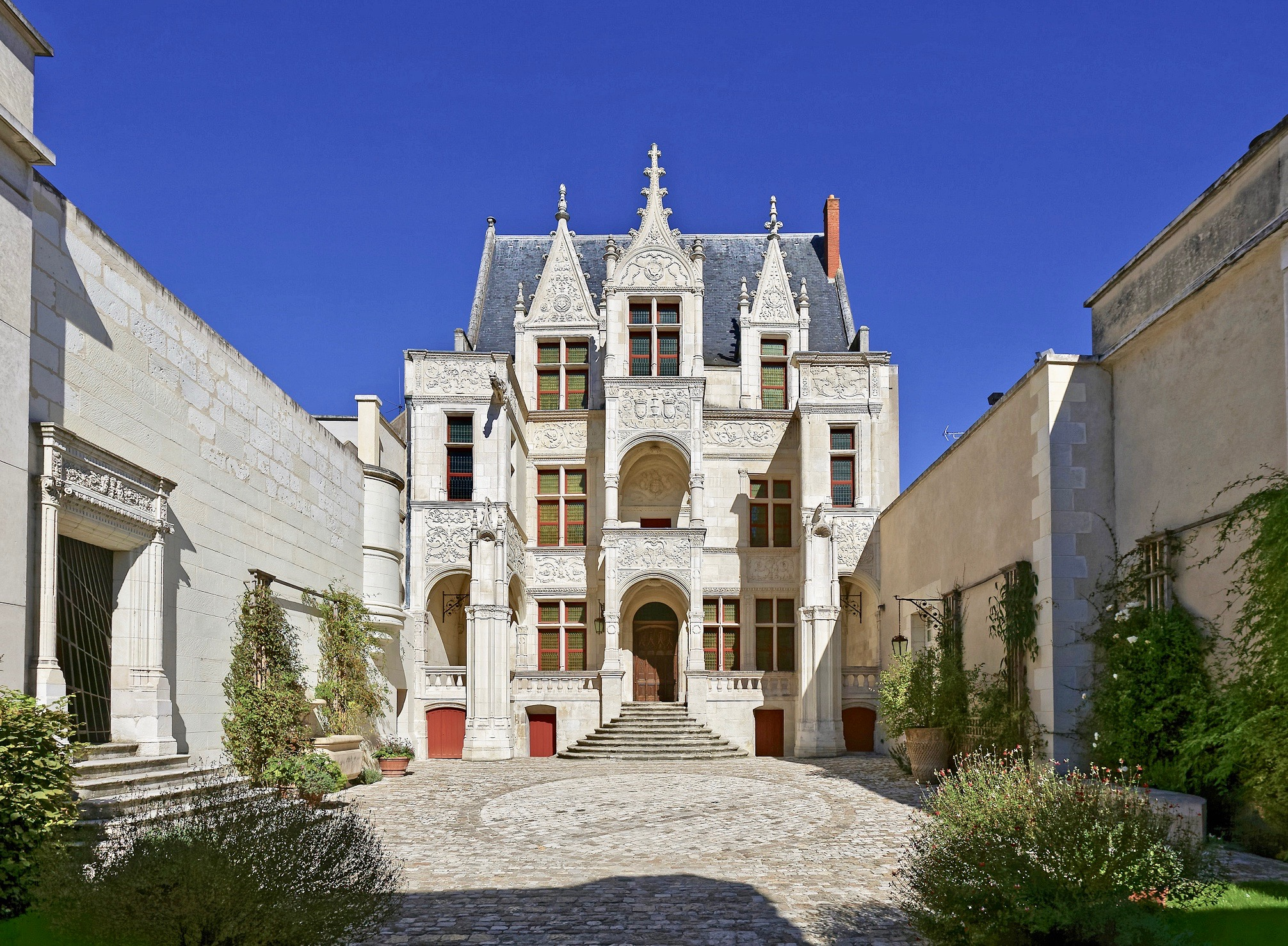
L'hôtel Goüin, à Tours.

Héritier de l'hôtel Goüin, il fait modifier la façade nord en faisant construire le grand corps de bâtiment en 1766. Sa veuve acquiert l'hôtel de la Crouzille, hôtel particulier où Louise de La Vallière aurait vu le jour.
Il meurt le 5 juillet 1782, à Broons.

## Pour approfondir